# Тит Бетуций Бар
Тит Бету́ций Бар (лат. Titus Betutius Barus; умер после 95 года до н. э.) — античный оратор из города Аускул в Италии.

## Биография
Тит Бетуций Бар упоминается только в одном источнике — в трактате Марка Туллия Цицерона «Брут, или О знаменитых ораторах». Это был оратор из города Аускул в Северной Италии, современник Луция Лициния Красса (140—91 годы до н. э.) и Марка Антония (143—87 годы до н. э.). По словам автора трактата, Тит был наиболее красноречивым человеком из всех италиков, и в сравнении с лучшими римскими ораторами ему не хватало только «столичности». Получила известность речь против Квинта Сервилия Цепиона, которую Бар произнёс в римском суде в 95 году до н. э. (подсудимый был оправдан). В 46 году до н. э., когда был написан трактат «Брут», речи Тита Бетуция всё ещё читали.